# Glochidion punctatum
Glochidion punctatum är en emblikaväxtart som beskrevs av Ferdinand Albin Pax och Käthe Hoffmann.
Glochidion punctatum ingår i släktet Glochidion och familjen emblikaväxter. Inga underarter finns listade i Catalogue of Life.